# مارك بارنز
مارك بارنز (بالإنجليزية: Mark Barnes)‏ هو محامي أمريكي، ولد في 1960.